# Municipio de Kelly (condado de Cooper)
El municipio de Kelly (en inglés: Kelly Township) es un municipio ubicado en el condado de Cooper en el estado estadounidense de Misuri. En el año 2010 tenía una población de 716 habitantes y una densidad poblacional de 4,14 personas por km².

## Geografía
El municipio de Kelly se encuentra ubicado en las coordenadas 38°44′48″N 92°48′21″O / 38.74667, -92.80583. Según la Oficina del Censo de los Estados Unidos, el municipio tiene una superficie total de 172.77 km², de la cual 172,6 km² corresponden a tierra firme y (0,1 %) 0,17 km² es agua.

## Demografía
Según el censo de 2010, había 716 personas residiendo en el municipio de Kelly. La densidad de población era de 4,14 hab./km². De los 716 habitantes, el municipio de Kelly estaba compuesto por el 94,41 % blancos, el 2,51 % eran afroamericanos, el 0,42 % eran amerindios, el 0,7 % eran asiáticos, el 0,14 % eran de otras razas y el 1,82 % eran de una mezcla de razas. Del total de la población el 0,84 % eran hispanos o latinos de cualquier raza.